# Ruth Rose
Pour les articles homonymes, voir Rose.
Ruth Rose est une scénariste américaine née le 16 janvier 1896 et décédée le 8 juin 1978 à Santa Monica (É.-U.).

## Filmographie
- 1916 : Diplomacy de Sidney Olcott : Mion
- 1933 : King Kong : coscénariste avec James Ashmore Creelman
- 1933 : Dans la purée de Londres (Blind Adventure) de Ernest B. Schoedsack
- 1935 : La Source de feu (She)
- 1935 : Les Derniers Jours de Pompéi (The Last Days of Pompeii) : coscénariste avec James Ashmore Creelman
- 1949 : Monsieur Joe (Mighty Joe Young) d'Ernest B. Schoedsack